# Marcel Gumbs
Marcel Gumbs, né le 26 février 1953 à Curaçao, est un homme d'État néerlandais de Saint-Martin, membre du Parti populaire uni. Il est Premier ministre de Saint-Martin du 19 décembre 2014 au 19 novembre 2015.

## Biographie
Membre du Parti populaire uni, Marcel Gumbs est choisi le 17 décembre 2014 comme Premier ministre de l'État autonome de Saint-Martin et entre en fonction deux jours plus tard à la tête d'un gouvernement soutenu par son parti, qui détient sept sièges sur quinze au Parlement, et deux députés indépendants. Onze mois plus tard, il est remplacé par William Marlin le 19 novembre 2015.